# AFC Ajax in het seizoen 2016/17 (vrouwen)
Het seizoen 2016/2017 was het 5e jaar in het bestaan van de Amsterdamse vrouwenvoetbalclub AFC Ajax. De club kwam uit in de Eredivisie en won voor het eerst in haar bestaan het landskampioenschap. In het toernooi om de KNVB beker werd tevens het kampioenschap gevierd. In de finale werd PSV met 2–0 verslagen.

## Wedstrijdstatistieken

### Eredivisie
|       | Achilles '29 | AFC Ajax  | sc Heerenveen | PEC Zwolle | PSV       | SC Telstar | FC Twente |
| ----- | ------------ | --------- | ------------- | ---------- | --------- | ---------- | --------- |
| Thuis | 1 – 0        | 1 – 1     | 2 – 0         | 5 – 0      | 2 – 1     | 3 – 0      | 1 – 0     |
| Uit   | 0 – 2        | 0 – 2     | 0 – 1         | 0 – 4      | 1 – 2     | 3 – 6      | 2 – 2     |
|       | 6 – 1 (T)    | 1 – 0 (T) | 0 – 1 (U)     | 0 – 5 (U)  | 1 – 0 (U) | 1 – 1 (U)  | 1 – 0 (T) |

#### Kampioensgroep 1–4
|       | ADO Den Haag | PSV   | FC Twente |
| ----- | ------------ | ----- | --------- |
| Thuis | 2 – 1        | 1 – 0 | 1 – 1     |
| Uit   | 0 – 1        | 0 – 2 | 1 – 1     |

### KNVB beker
| Achtste finale                          | SV Saestum                                                                                            | 3 – 4 (1 – 3)    | AFC Ajax                                                              |  |
| Plaats: Zeist Sportpark Noordweg        | Simone van de Weerd –', –', –'                                                                        |                  | –' Inessa Kaagman –' Marlous Pieëte Chantal de Ridder Dominique Vugts |  |
| Kwartfinale                             | AFC Ajax                                                                                              | 6 – 2 (3 – 1)    | ADO Den Haag                                                          |  |
| Plaats: Amsterdam Sportpark De Toekomst | Loïs Oudemast 3', 8' Inessa Kaagman 25', 87' Desiree van Lunteren 61' Marjolein van den Bighelaar 89' | Wedstrijdverslag | 22', 58' Shanique Dessing                                             |  |
| Halve finale                            | PEC Zwolle                                                                                            | 1 – 3 (1 – 1)    | AFC Ajax                                                              |  |
| Plaats: Zwolle MAC³PARK stadion         | Yvette van Daelen 12'                                                                                 | Wedstrijdverslag | 20', 73' Desiree van Lunteren 67' Anouk Hoogendijk                    |  |
| Finale                                  | AFC Ajax                                                                                              | 2 – 0 (0 – 0)    | PSV                                                                   |  |
| Plaats: Den Haag Kyocera Stadion        | Desiree van Lunteren 55' Marjolijn van den Bighelaar 68'                                              | Wedstrijdverslag |                                                                       |  |

## Statistieken AFC Ajax 2016/2017

### Eindstand AFC Ajax Vrouwen in de Eredivisie 2016 / 2017
| Stand | Gespeeld | Gewonnen | Gelijk | Verloren | Punten | Doelpunten voor | Doelpunten tegen | Gele kaarten | Rode kaarten |
| ----- | -------- | -------- | ------ | -------- | ------ | --------------- | ---------------- | ------------ | ------------ |
| 1e    | 21       | 17       | 3      | 1        | 54     | 49              | 11               | 19           | 1            |

### Eindstand AFC Ajax Vrouwen in de kampioensgroep 1–4 2016 / 2017
| Stand | Gespeeld | Gewonnen | Gelijk | Verloren | Punten | Doelpunten voor | Doelpunten tegen | Gele kaarten | Rode kaarten |
| ----- | -------- | -------- | ------ | -------- | ------ | --------------- | ---------------- | ------------ | ------------ |
| 1e    | 6        | 4        | 2      | 0        | 41     | 8               | 3                | 3            | 1            |

### Topscorers
| #      | Naam                        | Goal |
| ------ | --------------------------- | ---- |
| 1.     | Marjolein van den Bighelaar | 18   |
| 2.     | Desiree van Lunteren        | 9    |
| 3.     | Chantal de Ridder           | 5    |
| 3.     | Kelly Zeeman                | 5    |
| 4.     | Marlous Pieëte              | 4    |
| 5.     | Merel van Dongen            | 3    |
| 6.     | Betsy Hassett               | 2    |
| 6.     | Anouk Hoogendijk            | 2    |
| 6.     | Inessa Kaagman              | 2    |
| 6.     | Willy                       | 2    |
| 7.     | Liza van der Most           | 1    |
| 7.     | Loïs Oudemast               | 1    |
| 7.     | Lucienne Reichardt          | 1    |
| 7.     | Soraya Verhoeve             | 1    |
| 7.     | Dominique Vugts             | 1    |
| Totaal | Totaal                      | 57   |

| #      | Naam                        | Goal |
| ------ | --------------------------- | ---- |
| 1.     | Desiree van Lunteren        | 4    |
| 2.     | Inessa Kaagman              | 3    |
| 3.     | Marjolein van den Bighelaar | 2    |
| 3.     | Loïs Oudemast               | 2    |
| 2.     | Anouk Hoogendijk            | 1    |
| 2.     | Marlous Pieëte              | 1    |
| 2.     | Chantal de Ridder           | 1    |
| 2.     | Dominique Vugts             | 1    |
| Totaal | Totaal                      | 15   |

### Kaarten
| #      | Naam                        |    |
| ------ | --------------------------- | -- |
| 1.     | Davina Philtjens            | 4  |
| 2.     | Merel van Dongen            | 3  |
| 2.     | Loïs Oudemast               | 3  |
| 3.     | Anouk Hoogendijk            | 2  |
| 3.     | Daphne Koster               | 2  |
| 3.     | Desiree van Lunteren        | 2  |
| 3.     | Chantal de Ridder           | 2  |
| 4.     | Marjolijn van den Bighelaar | 1  |
| 4.     | Elixabete Sarasola          | 1  |
| 4.     | Dominique Vugts             | 1  |
| 4.     | Willy                       | 1  |
| Totaal | Totaal                      | 22 |

| #      | Naam        |   |
| ------ | ----------- | - |
| –      | Geen speler | 0 |
| Totaal | Totaal      | 0 |

| #      | Naam          |   |
| ------ | ------------- | - |
| 1.     | Daphne Koster | 1 |
| 1.     | Willy         | 1 |
| Totaal | Totaal        | 2 |

## Voetnoten
Achilles '29 · 
ADO Den Haag · 
Ajax · 
sc Heerenveen · 
PEC Zwolle · 
PSV · 
SC Telstar VVNH · 
FC Twente